# Трговачки пут Волгом
У средњем веку, трговачки пут Волгом је повезивао северну Европу и северозападну Русију са Каспијским морем, преко Волге. Русија је користила овај пут да тргује са муслиманским земљама на јужној обали Каспијског мора, понекад продирући све до Багдада. Траса је истовремено функционисала са трговачком рутом Дњепар, познатијим као трговачки пут од Варјана до Грка која је изгубила свој значај у 11. веку.

## Настанак
Трговачки пут Волга успоставили су Викинзи који су се населили у северозападној Русији почетком 9. века. Око 10 км јужно од улаза у реку Волхов у језеро Ладога, успоставили су насеље под називом Ладога. Археолошки докази упућују на то да је крајем 8. века Русија трговала трговином дуж Волге. Најранији и најбогатији налази арапских кованица у Европи откривени су на територији данашње Русије, посебно дуж Волге, у Тимереву у округу Јарослављ. Ризница кованица пронађена у Петергофу, у близини Санкт Петербурга, садржи двадесет новчића са графитима на арапском, турском рунском, грчком и старо нордијском писму, који чине више од половине укупног броја. Проучавајући главне налазе арапских кованица у источној Европи, Валентин Јанин је коначно показао да је најранији монетарни систем у раној Русији био заснован на раном типу дирхама који су ковали у Африци.

## Функционисање
Од насеља Лагоде, Руси су могли да путују уз Волхов реку до Новгорода, затим до Илменског језера и даље уз реку Ловат. Узевши своје бродове око 3 километра преко Вишњи Волочока, стигли су до извора Волге. Трговци су доносили крзна, мед и робове кроз територију коју су држала финска и пермска племена до земље Волге. Одатле су наставили путем Волге, до Хазара, чији је главни град Атил био важна лука на обали Каспијског мора. Од Атила, Руси су путовали морем да би се прикључили караванским путевима који су водили до Багдада.

Око 885-886. године, Ибн Хордадбех је писао о руским трговцима који су доносили робу из северне Европе и северозападне Русије у Багдад: 
Они превозе  кожу црне лисице и мачеве од најудаљенијих делова Сакалибе до Рума (тј. Црног мора). Владар Рума (тј. Византијско царство) узима десетину од њих. Ако желе, они одлазе у реку Тнис [тј. «Танаис», грчки назив Дон реке], Итил [тј. Итил, древни назив Волге], или Тин различито означени као Дон или Северски Доњец, река Сакалиба. Путују у Хамлиџ, град Хазара чији владар узима десетину од њих. Затим се иду у Горган и наилазе на жељену обалу. ... Понекад носе робу из Горгана камилама у Багдад. Саклаб робови преводе за њих. Они тврде да су хришћани и плаћају џизију.
У опису Ибн Хордадбеха, Руси су описани као "нека врста Сакалиба", термин који се обично користи за означавање Словена а анти-норманистички научници тумаче овај одломак као индикацију да су Руси Словени а не Скандинавци. У тумачењу норманистичких научника, реч Сакалиба се често примењивала на сву плавокосу популацију централне, источне и североисточне Европе, тако да је овде Ибн Хордадбех двосмислен у смислу спора између норманиста и антинорманиста).
Модерни научници такође су се сукобили око тумачења извештаја Ибн Хордадбеха да је Рус народ користио Саклаб тумаче. Антинорманисти су овај пасус протумачили као доказ да су Рус народ и њихови преводиоци делили заједнички словенски матерњи језик. Словенски је у то време био лингва франка у источној Европи.
Персијски географ Ибн Рустах описао је руске заједнице које живе уз Волгу:
Они плове својим бродовима како би опустошили околне Словене и вратили заробљенике које продају на Хазаран и Болгар ... Они немају имања, села или поља; њихов једини посао је да тргују веверицом и другим крзном, а новац који узимају у овим трансакцијама стављају у своје појасеве. Њихова одећа је чиста и мушкарци се украшавају златним рукавима. Добро се понашају према својим робовима и носе изванредну одећу јер се баве трговином.
Око 921-922. године, Ибн Фадлан је био члан дипломатске делегације послате из Багдада у Поволшкој Бугарској и оставио је увид у своја лична запажања о руској области Волге и трговином која се бавила крзном и робовима. Јоханнес Брондстед је тумачио Ибн Фадланов коментар као показатељ да су ти Руси задржали скандинавске обичаје у вези са оружјем, казнама, сахрањивањем бродова и верским жртвама. Ибн Фадланов извештај садржи детаљан опис Руса који се моли и жртвује за успех у трговини:
Када им се усидре бродови, сваки човек одлази на обалу носећи хлеб, месо, лук, млеко и можда пиво, и то узима на велики дрвени колац са лицем као што је људско биће, окружено мањим фигурама, а иза њих су високи стубови у земљи. Сваки човек се испружи пред великим стубом и изговара: 'О Господе, дошао сам из далеких крајева са толико девојака, толико крзна (и било које друге робе коју носи). Сада вам доносим ову понуду. Он затим представља свој поклон и наставља: "Молим вас, пошаљите ми трговца који има много динара и дирхема и који ће трговати повољно са мном без превише трампе." Онда се повлачи. Ако се после тога роба не распрода брзо и не иде добро, враћа се у кип како би дао додатне поклоне. Ако се резултати наставе споро, он даје мале поклоне и моли, говорећи: "То су Господове жене, кћери и синови." Затим се моли да се свака фигура заузме за њега и понизи се пред њима. Често трговина иде добро и он каже: "Мој Господар је услишио моје потребе а сада је моја дужност да му узвратим." Након тога он жртвује козе или стоку, од којих неке дели као милостињу. Остатак ставља пред кипове, велике и мале, и главе звери које сади на моткама. Након мрака, наравно, пси долазе и прождиру - а успешни трговац каже: "Мој Господар је задовољан са мном, и јео је моје приносе."
С друге стране, Руси су често своје жене даривали накитом о чему сведочи извештај Ибн Фадлана:
Свака жена на грудима носи малу посуду од гвожђа, сребра, бакра или злата - величина и супстанца зависи од богатства њеног мушкарца. На посуди је причвршћен прстен који носи, нож који је такође везан за груди. Око врата носи златне или сребрне прстене; када човек набави 10.000 дирхема, он своју жену дарује златним прстеном; када има 20.000 начини два; тако да жена добија нови прстен на сваких 10.000 дирхема које њен муж добија а често и жена има много ових прстена. Њихови најбољи украси су зелене перле од глине. За један дирхем они набављају једну такву куглицу и стављају их у огрлице за своје жене

## Губљење значаја
Трговачки пут Волга изгубио је свој значај у 11. веку због пада производње сребра у абасидском калифату а тиме и трговинског пута од Варјана до Грка, који се спуштао низ Дњепар до Црног мора и Византијског царства.